# Шора (Марий Эл)
 Шора  — деревня в Мари-Турекском районе Республики Марий Эл. Входит в состав Марийского сельского поселения.

## География
Находится в восточной части республики Марий Эл на расстоянии приблизительно 31 км по прямой на юг-юго-восток от районного центра посёлка Мари-Турек.

## История
Известна с 1825 года как починок с 6 дворами и 92 жителями, названа по местной речке. Первопоселенцы были родом из Верхнесунской волости Нолинского округа Вятской губернии. По сведениям 1859—1873 годов, в казённом починке Шора значилось 22 двора и 177 жителей. Работал стекольный завод. С появлением Николаевской церкви (1870 год) починок Шора стал называться селом, но в 1891 году по настоянию новых владельцев завода — Таланцевых Шора стала снова именоваться деревней. Тогда в ней находилось 47 дворов с русским населением. В 1923 году в деревне насчитывалось 75 дворов и 470 жителей, в 1940 57 и 216. В 1950-е годы после включения деревни в укрупнённый колхоз русское население деревни стало разъезжаться, а их место занимать татары. В 2000 году отмечено было 178 хозяйств. В советское время работал колхоз «Новая жизнь», совхозы им. Кирова и «За мир».

## Население
Население составляло 471 человек (русские 30 %, татары 61 %) в 2002 году, 422 в 2010.